# Hrabstwo Rankin
Hrabstwo Rankin (ang. Rankin County) – hrabstwo w stanie Missisipi w Stanach Zjednoczonych. Obszar całkowity hrabstwa obejmuje powierzchnię 806,09 mil² (2087,76 km²). Według szacunków United States Census Bureau w roku 2009 miało 143 124 mieszkańców.
Hrabstwo powstało w 1828 roku.

## Miejscowości
- Brandon
- Florence
- Flowood
- Jackson
- Pearl
- Pelahatchie
- Richland[4]

## CDP
- Cleary
- Puckett (wieś)
- Robinhood[4]

| Populacja hrabstwa w poprzednich latach | Populacja hrabstwa w poprzednich latach |
| Rok                                     | Liczba ludności                         |
| --------------------------------------- | --------------------------------------- |
| 1980                                    | 68 186                                  |
| 1990                                    | 87 161                                  |
| 2000                                    | 115 327                                 |
| 2005                                    | 131 841                                 |